# Бикбулатово
Бикбулатово (баш. Бикбулат) — деревня в Кугарчинском районе Башкортостана, административный центр Уральского сельсовета.

## Географическое положение
Расстояние до:
- районного центра (Мраково): 12 км,
- ближайшей ж/д станции (Мелеуз): 77 км.

## Население
| 2002 | 2009 | 2010 |
| ---- | ---- | ---- |
| 594  | ↗612 | ↘497 |

Национальный состав
Согласно переписи 2002 года, преобладающая национальность — башкиры (100 %).

## Религия
В деревне есть мечеть.

## Известные уроженцы
- Баймурзин, Хамит Хаирварович (род. 8 февраля 1955) — российский педагог, директор Ишимбайского нефтяного колледжа (с 2011 г.), ректор Стерлитамакской государственной педагогический академии (2006—2011), депутат Государственного Собрания — Курултая Республики Башкортостан 4-го созыва[5].
- Янбаев Шакир Махиянович (1925—2005) — участник Великой Отечественной войны, башкирский писатель, журналист.